# جوسوف نركيتش
جوسوف نركيتش (بالبوسنوية: Jusuf Nurkić)‏ مواليد 23 أغسطس 1994 في البوسنة والهرسك، هو لاعب كرة سلة محترف بوسني بدأ مسيرته الاحترافية في سنة 2012. تم اختياره من قبل فريق شيكاغو بولز خلال الدرافت، يلعب مع فريق دنفر ناغتس في الرابطة الوطنية لكرة السلة كلاعب وسط ويحمل الرقم 23. يبلغ طوله 7 قدم 0 بوصة (2.1 م).

## إحصائيات المسيرة

### الرابطة الوطنية لكرة السلة

#### الموسم الاعتيادي
| السنة   | الفريق     | لعب | بدأ | دقيقة | ميداني% | ثلاثية | حرة  | ارتداد | صنع | استلاب | تصدي | نقطة |
| ------- | ---------- | --- | --- | ----- | ------- | ------ | ---- | ------ | --- | ------ | ---- | ---- |
| 2014–15 | دنفر ناغتس | 62  | 27  | 17.8  | .446    | .000   | .636 | 6.2    | .8  | .8     | 1.1  | 6.9  |
| 2015–16 | دنفر ناغتس | 32  | 3   | 17.1  | .417    | .000   | .616 | 5.5    | 1.3 | .8     | 1.4  | 8.2  |
| المسيرة |            | 94  | 30  | 17.6  | .435    | .000   | .628 | 5.9    | 1.0 | .8     | 1.2  | 7.3  |

## روابط خارجية
- جوسوف نركيتش على موقع الاتحاد الدولي لكرة السلة (الإنجليزية)
- جوسوف نركيتش على موقع الدوري الأوروبي لكرة السلة (الإنجليزية)
- جوسوف نركيتش على موقع إن بي أي (الإنجليزية)
- جوسوف نركيتش على موقع سبورتس رفرنس (الإنجليزية)
- جوسوف نركيتش على موقع كرة السلة الأوروبية.كوم (الإنجليزية)
- جوسوف نركيتش على موقع إي إس بي إن.كوم (الإنجليزية)
- جوسوف نركيتش على موقع ريلجم (الإنجليزية)
- جوسوف نركيتش على موقع بروبوليرز (الإنجليزية)
- جوسوف نركيتش على موقع سبورتس رفرنس (الإنجليزية)